# Polycestinae
Sous-famille
Les Polycestinae sont une sous-famille d'insectes coléoptères de la famille des Buprestidae.

## Liste des tribus
Selon ITIS (28 août 2014) :
- Acmaeoderini Kerremans, 1893
- Haplostethini LeConte, 1861
- Polycestini Lacordaire, 1857
- Polyctesini Cobos, 1955
- Ptosimini Kerremans, 1902
- Thrincopygini LeConte, 1861
- Tyndarini Cobos, 1955